# Masbateño
Le masbateño est une des langues bisakol parlé par 600 000 locuteurs dans les Visayas orientales. Il est surtout parlé dans la province de Masbate d'où son nom. Il est proche du capiznon et du hiligaïnon (ilonggo) tous deux parlés à Panay. Il a un statut intermédiaire entre les langues bisayas et les langues bicol.

## Phonologie
Le masbateño possède seize consonnes : p, t, k, b, d, g, m, n, ng, s, h, w, l, r et y. Il y a trois voyelles seulement : i, a et u/o. U et o sont des allophones.